# Jocurile Olimpice de vară din 1984
A XXIII-a ediție a Jocurilor Olimpice s-a desfășurat la Los Angeles, California, Statele Unite în perioada 28 iulie - 12 august 1984. Los Angeles a fost desemnat la 18 mai 1978, la cea ce-a 80-a sesiune a CIO de la Atena, Grecia fără să se voteze, deoarece a fost singurul oraș care și-a depus candidatura pentru organizarea Jocurilor Olimpice din 1984. Los Angeles a mai fost gazda unei ediții a JO, în 1932.
Au participat 140 de țări și 6.797 de sportivi iar ceremonia a fost deschisă de președintele Ronald Reagan.
Ca răspuns la boicotul american al Jocurilor Olimpice din 1980 de la Moscova, 14 țări est-europene și altele din blocul comunist inclusiv URSS, Cuba și Germania de Est au boicotat aceste Jocuri Olimpice. Au fost trei excepții: România, China și Iugoslavia.

## Sporturi olimpice
| - Atletism - Baschet - Baseball (demonstrativ) - Box - Caiac canoe - Canotaj - Ciclism - Echitație | - Fotbal - Gimnastică - Haltere - Handbal - Hochei pe iarbă - Înot sincron - Judo - Lupte | - Natație - Navigație - Pentatlon modern - Polo pe apă - Sărituri în apă - Scrimă - Tenis de câmp (demonstrativ) - Tir | - Tir cu arcul - Volei |

## Clasament
(țara gazdă apare cu aldine. )
| Jocurile Olimpice de vară 1984 |                            |     |        |       |       |
| Poz.                           | Țară                       | Aur | Argint | Bronz | Total |
| 1                              | Statele Unite ale Americii | 83  | 61     | 30    | 174   |
| 2                              | România                    | 20  | 16     | 17    | 53    |
| 3                              | RFG                        | 17  | 19     | 23    | 59    |
| 4                              | China                      | 15  | 8      | 9     | 32    |
| 5                              | Italia                     | 14  | 6      | 12    | 32    |
| 6                              | Canada                     | 10  | 18     | 16    | 44    |
| 7                              | Japonia                    | 10  | 8      | 14    | 32    |
| 8                              | Noua Zeelandă              | 8   | 1      | 2     | 11    |
| 9                              | Iugoslavia                 | 7   | 4      | 7     | 18    |
| 10                             | Coreea de Sud              | 6   | 6      | 7     | 19    |

## România la JO 1984
România a fost reprezentată de 127 de sportivi și a obținut un record de medalii (53). În timpul ceremoniei de deschidere pe stadionul „Memorial Coliseum” din Los Angeles, la defilarea pe națiuni sportivii români au fost întâmpinați prin ridicarea de pe scaune și aplauze, ca reacție la decizia de a sfida boicotul țărilor socialiste sub influența URSS.

### Aur
- Doina Melinte — atletism, 800 metri
- Maricica Puică — atletism, 3.000 metri
- Anișoara Cușmir-Stanciu — atletism, lungime
- Ivan Patzaichin și Toma Simionov — canoe, 1.000m
- Agafia Constantin-Buhaev, Nastasia Ionescu, Tecla Marinescu-Borcănea și Maria Ștefan-Mihoreanu — kaiac-canoe, 500m
- Ecaterina Szabo — gimnastică, sărituri
- Simona Păucă și Ecaterina Szabo — gimnastică, bârnă
- Ecaterina Szabo — gimnastică, sol
- Lavinia Agache, Laura Cutina, Cristina Grigoraș, Simona Păucă, Mihaela Stănuleț și Ecaterina Szabo — gimnastică, echipe
- Petre Iosub și Valer Toma — canotaj, 2 rame fără cârmaci
- Valeria Răcilă — canotaj, simplu vâsle
- Elisabeta Lipă și Mărioara Popescu — canotaj, dublu vâsle
- Ioana Badea, Sofia Corban, Ecaterina Oancia, Anișoara Sorohan și Maricica Țăran — canotaj, 4+1 vâsle
- Rodica Arba și Elena Horvat — canotaj, 2 rame fără cârmaci
- Chira Apostol, Maria Fricioiu, Olga Homeghi, Viorica Ioja și Florica Lavric — canotaj, 4+1 rame
- Petre Becheru — haltere (82,5 kg)
- Nicu Vlad — haltere (90 kg)
- Ion Draica — lupte greco-romane (82 kg)
- Vasile Andrei — lupte greco-romane (100 kg)

### Argint
- Doina Melinte — atletism, 1.500 metri
- Vali Ionescu — atletism, lungime
- Mihaela Loghin — atletism, greutate
- Ivan Patzaichin și Toma Simionov — canoe, 500m
- Aurora Dan, Rozalia Oros, Elisabeta Tufan-Guzganu, Monica Weber și Marcela Zsak — floretă, echipe
- Ecaterina Szabo — gimnastică, individual compus
- Doina Stăiculescu — gimnastică ritmică, individual compus
- Dimitrie Popescu, Vasile Tomoiagă și Dumitru Răducanu — canotaj, 2+1 rame
- Mihaela Armășescu, Adriana Chelariu, Camelia Diaconescu, Aneta Mihaly, Aurora Pleșca, Lucia Sauca, Doina Bălan, Marioara Trașcă și Viorica Ioja — canotaj, 8+1
- Corneliu Ion — tir, pistol viteză
- Gelu Radu — haltere (60 kg)
- Andrei Socaci — haltere (67,5 kg)
- Petre Dumitru — haltere (90 kg)
- Vasile Groapă — haltere (100 kg)
- Ștefan Tașnadi — haltere (110 kg)
- Ilie Matei — lupte greco-romane (90 kg)

### Bronz
- Fița Lovin — atletism, 800 metri
- Maricica Puică — atletism, 1.500 metri
- Cristeana Cojocaru — atletism, 400 metri garduri
- Florența Crăciunescu — atletism, disc
- Mircea Fulger — box (63,5 kg)
- Costică Olaru — canoe, 500m
- Alexandru Chiculiță, Corneliu Marin, Marin Mustață, Ioan Pop și Vilmos Szabo — sabie, echipe
- Simona Păucă — gimnastică, individual compus
- Lavinia Agache — gimnastică, sărituri
- Mircea Bedivan, Dumitru Berbece, Iosif Boroș, Alexandru Buligan, Gheorghe Covaciu, Gheorghe Dogărescu, Marian Dumitru, Cornel Durău, Alexandru Fölker, Nicolae Munteanu, Vasile Oprea, Adrian Simion, Vasile Stîngă, Neculai Vasilcă și Maricel Voinea — handbal
- Mircea Frățică — judo (78 kg)
- Mihai Cioc — judo
- Anca Pătrășcoiu — natație, 200m spate
- Dragomir Cioroslan — haltere (75 kg)
- Ștefan Rusu — lupte greco-romane (74 kg)
- Victor Dolipschi — lupte greco-romane (+100 kg)
- Vasile Pușcașu — lupte libere (100 kg)